# Llista de missions diplomàtiques a São Tomé i Príncipe

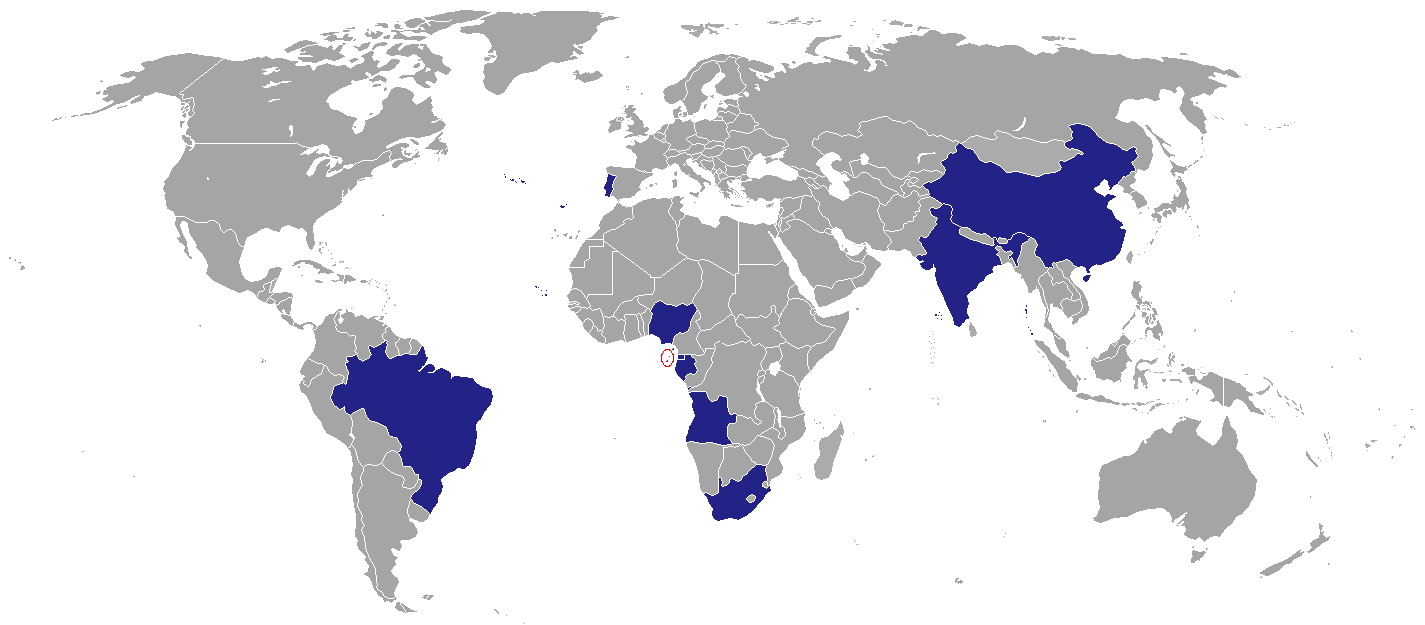
Mapa de les missions diplomàtiques a São Tomé i Príncipe

Aquesta és una llista de missions diplomàtiques a São Tomé i Príncipe. Actualment a la capital del país, São Tomé hi ha vuit ambaixades. Almenys uns altres 27 països acrediten ambaixadors d'altres capitals.

## Ambaixades
São Tomé
| - Angola - Brasil - República de la Xina - Guinea Equatorial - Gabon - Nigèria - Portugal - Sud-àfrica |

## Consolats Generals
- Cap Verd[1]

## Ambaixades no residents
| - Argentina (Abuja) - Austràlia (Lisboa) - Àustria (Abuja) - Bèlgica (Luanda) - (Libreville) - Canadà (Yaoundé) - Croàcia (Lisbon) - Cuba (Luanda) - Txèquia (Pretòria) - (Libreville) - França (Libreville) - Alemanya (Libreville) - Grècia (Lisboa) - Israel (Luanda) - Itàlia (Luanda) - Japó (Libreville) - Corea del Sud (Libreville) | - Mali (Libreville) - Mèxic (Luanda) - Països Baixos (Luanda) - Noruega (Luanda) - Palestina (Luanda) - Polònia (Luanda) - Romania (Luanda) - Rússia (Luanda) - Sèrbia (New York) - Eslovàquia (Abuja) - Espanya (Libreville) - Suècia (Luanda) - Suïssa (Kinshasa) - Tanzània (Lusaka) - Turquia (Yaoundé) - Regne Unit (Luanda) - Estats Units (Libreville) |